# Pseudochrysopa harveyi
Pseudochrysopa harveyi  (лат.) — ископаемый вид сетчатокрылых насекомых рода Pseudochrysopa из семейства златоглазки (Chrysopidae). Известны по ранним эоценовым отложениям из западной части Северной Америки (Канада, Британская Колумбия; Driftwood Canyon, возраст около 52 млн лет).

## Описание
Самый мелкий известный ископаемый вид златоглазок. Размер переднего крыла 9,19×3,07 мм (заднего — 8,22×2,44 мм). Птеростигма неотчётливая. Особенностями жилкования (проксимально более разветвлёнными жилками Rs и MA) отличается от близких видов и родов (Pimachrysa, Okanaganochrysa, Cimbrochrysa, Danochrysa и Stephenbrooksia). Вместе с другими ископаемыми видами златоглазок, такими как Protochrysa fuscobasalis, Adamsochrysa wilsoni, Okanaganochrysa coltsunae, Archaeochrysa profracta, Chrysopa glaesaria, Adamsochrysa aspera и Leucochrysa prisca, являются одними из древнейших представителей Chrysopidae.
Вид Pseudochrysopa harveyi был впервые описан в 2013 году российским энтомологом Владимиром Макаркиным (Биолого-почвенный институт ДВО РАН, Владивосток) и канадским палеоэнтомологом Брюсом Арчибальдом (Archibald S. Bruce.; Department of Biological Sciences, Simon Fraser University, Burnaby, Британская Колумбия; Royal BC Museum, Victoria, Канада), став типовым таксоном для Pseudochrysopa. Название рода происходит от сочетания слов pseudos (ложный) и имени родовой группы Chrysopa, традиционно используемого в таксономии златоглазок. Видовое название дано в честь Гордона Харви (Gordon Harvey).